# Mallota salti
Mallota salti är en tvåvingeart som beskrevs av Charles Howard Curran 1929. Mallota salti ingår i släktet hålblomflugor, och familjen blomflugor.
Artens utbredningsområde är Colombia. Inga underarter finns listade i Catalogue of Life.